# Puente de Vallecas
Puente de Vallecas és un districte de Madrid que té una superfície de 14,89 kilòmetres quadrats i una població de 244.151 habitants. Està organitzat administrativament en els barris d'Entrevías (131), San Diego (132), Palomeras Bajas (133), Palomeras Sureste (134), Portazgo (135) i Numancia (136). És un dels districtes més poblats de la ciutat de Madrid.

## Situació

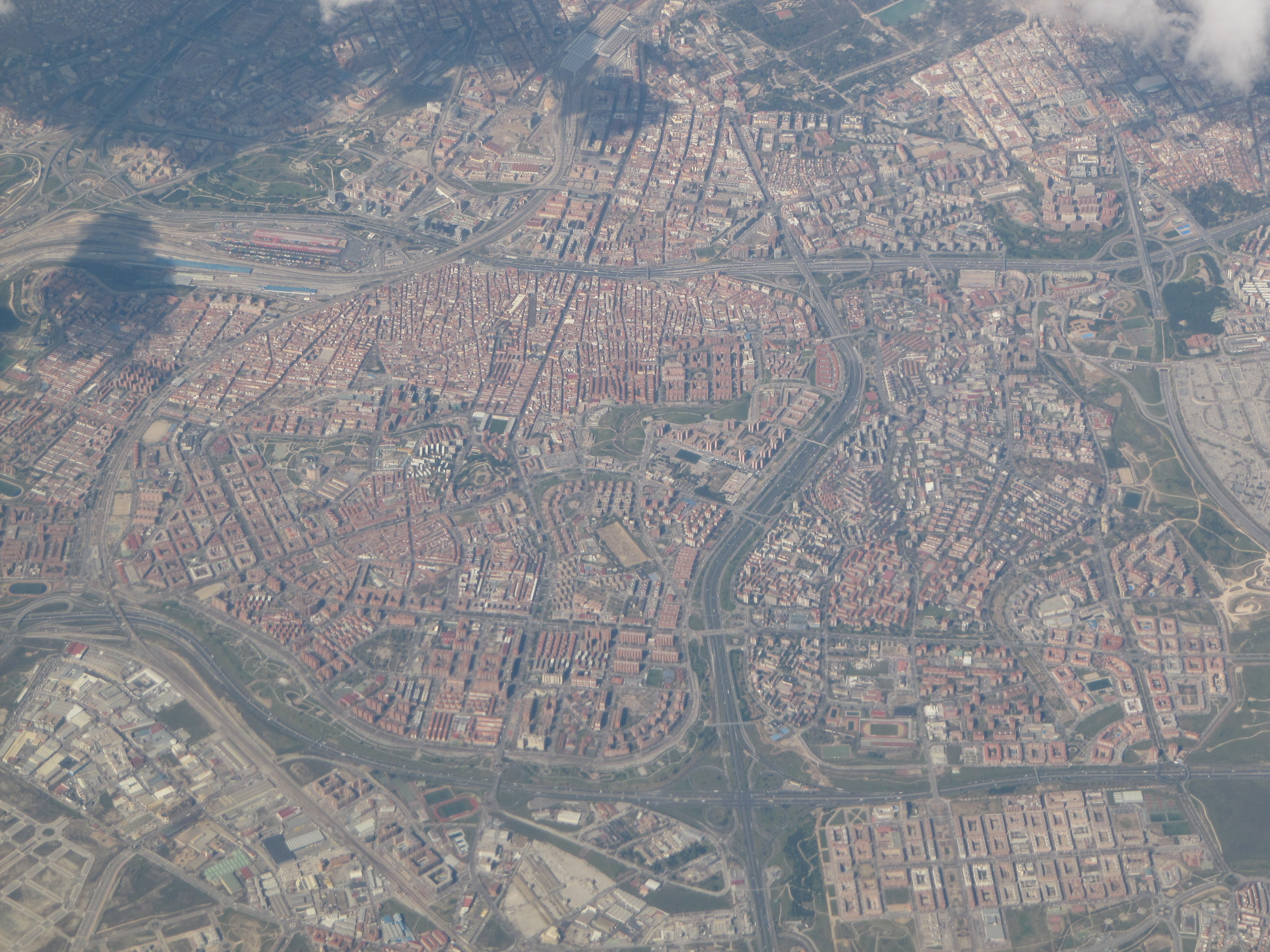
Puente de Vallecas

Està localitzat al sud-est del municipi de Madrid, delimitat per la M-30 a l'oest, la A-3 al nord, l'Avinguda de la Democràcia, la línia de ferrocarril Madrid-Saragossa i la M-40 al sud-est i el riu Manzanares al sud-oest.
Alhora Puente de Vallecas limita amb els districtes de:
- Villa de Vallecas, a l'est, separats per l'Avenida de la Democracia, la via fèrria de la línia Madrid-Saragossa i la M-40.
- Moratalaz, al nord, separats per la A-3.
- Retiro i Arganzuela, a l'oest, separats per la M-30
- Usera, al sud-oest, separats pel riu Manzanares.[1]

## Transports

### Rodalies Madrid
Dues estacions donen servei a part del districte, ambdues amb servei de les línies C-2 i C-7 de Rodalies Madrid.
- Asamblea de Madrid-Entrevías
- El Pozo

### Metro de Madrid
El districte és travessat per una línia:
- : passa dessota l'Avenida de la Albufera amb sis estacions dins: Puente de Vallecas, Nueva Numancia, Portazgo, Buenos Aires, Alto del Arenal i Miguel Hernández.